# Marian Olechnowicz
Marian Olechnowicz (ur. 1885, zm. 22 sierpnia 1920 w Lublinie) – polski prawnik, malarz, członek „Spójni”; podporucznik Wojska Polskiego. Odznaczony pośmiertnie srebrnym Krzyżem Virtuti Militari.

## Życiorys
Był synem Władysława Olechnowicza. Podczas nauki w lubelskim gimnazjum należał do nielegalnej organizacji patriotycznej, od 1904 był uczniem gimnazjum rządowego w Warszawie gdzie w 1905 brał udział w strajku szkolnym. W gimnazjum na Pradze był organizatorem protestu i został wybrany na delegata do Komitetu Centralnego Strajku.
W służbie wojskowej najprawdopodobniej na początku 1915 roku. Najpierw w 1 pułku ułanów Legionów Polskich, a następnie, w wyłonionym z tego pułku – 7 pułku Ułanów Lubelskich. Pracował w sekretariacie Tymczasowej Rady Stanu. W ramach tego pułku, przeszedł szlak bojowy w wojnie polsko-bolszewickiej w 1920 roku. Został ciężko ranny w trakcie szarży ułańskiej podczas bitwy pod Cycowem. Zmarł w wyniku odniesionych ran, 22 sierpnia 1920 w Lublinie.
Był ojcem Hanny Olechnowicz.

## Odznaczenia
- Krzyż Srebrny Orderu Wojskowego Virtuti Militari
- Krzyż Walecznych (dwukrotnie)